# Pandora (satélite)
Pandora é um satélite natural de Saturno. Foi descoberto em 1980 por fotografias feitas pela sonda Voyager 1 e foi provisoriamente chamado de S/1980 S 26. Em 1985 foi oficialmente chamado de Pandora, e é conhecido também por Saturno XVII. Junto com Prometeu é um satélite pastor do anel exterior de Saturno, o Anel F.

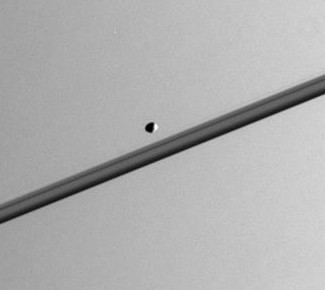
Pandora vista da sonda Cassini em 2005; os anéis de Saturno estão ao fundo.